# Discokeryx
Discokeryx ist eine ausgestorbene Gattung aus der Gruppe der Paarhufer. Sie wird der Familie der Prolibytheriida zugerechnet, die wiederum in einem näheren Verwandtschaftsverhältnis zu den Giraffenartigen steht. Bekannt ist die Gattung über mehrere Schädelreste, Zähne und einzelne Halswirbel aus der Dsungarei im Nordwesten von China. Das Material datiert in das ausgehende Untere Miozän vor rund 16,9 Millionen Jahren. Es handelt sich um mittelgroße Paarhufer. Charakteristische Merkmale bestehen in einem diskusförmigen, knöchernen Schädelaufsatz auf den Scheitelbeinen und in einer massiven Schädel-Halswirbelsäulen-Verbindung. Die anatomischen Eigenschaften finden Entsprechungen bei heutigen Ziegenartigen, die einen Paarungswettstreit mittels Kopframmstößen ausführen, etwa beim Moschusochsen. Dies wird auch für Discokeryx angenommen, innerhalb der näheren und weiteren Verwandtschaft der Giraffenartigen ist dies der erste Beleg für eine derartige Verhaltensweise. Außerdem lebte Discokeryx in offenen und wohl harschen Landschaften. Die Gattung wurde im Jahr 2022 wissenschaftlich eingeführt. Es ist eine Art anerkannt.

## Merkmale
Discokeryx ist ein großer Vertreter der Prolibytheriidae. Repräsentiert wird die Gattung über zahlreiches fragmentiertes Schädelmaterial und Gebissreste sowie einzelne Wirbel. Messungen verschiedener Körperelemente lassen ein Gewicht von rund 144 kg vermuten. Vom Schädel ist weitgehend nur der Hirnschädel bekannt, zusätzlich kommen einzelne Unterkieferteile vor. Auffallendstes Kennzeichen am Schädel war ein flacher diskusförmiger Aufsatz, der das Scheitelbein bedeckte und dessen Enden stumpf abgerundet waren. Seine Maße betrugen etwa 11,5 bis 12,7 cm in Längs- und gut 12,3 cm in Querrichtung, die Dicke variierte bei drei vermessenen Exemplaren zwischen 2,3 und 3,2 cm. Der Aufsatz bestand aus kompaktem Knochen, der von innen nach außen gewachsen war und auf der Oberfläche radial angeordnete Öffnungen für Blutgefäße besaß. Die dadurch ausgebildete raue Oberfläche ähnelte in etwa der der knöchernen Hörner der Hornträger und indiziert, dass ursprünglich bei Discokeryx ein keratinartiger Überzug den Aufsatz bedeckte. Diese gesamte Struktur war zu Lebzeiten der Tiere von Haut bedeckt, innerhalb derer die Keratinschichten wuchsen und älteres Material nach oben schoben, so dass eine helmartige Kopfbedeckung entstand. Der knöcherne Aufsatz nahm den gesamten Oberschädel ein. An seinem hinteren Ende setzte das Hinterhauptsbein mit einem kräftigen Wulst an. Letzterer war seitlich mit ebenfalls massiven Temporalleisten verbunden. Die Gelenkkörper des Hinterhauptsbeines zur Verbindung mit der Halswirbelsäule traten deutlich hervor. Wie bei einigen anderen giraffenartigen Formen waren beide Gelenkflächen am unteren Ende miteinander verschmolzen. Die gesamte Schädelbasis war extrem verlängert und formte in Hinteransicht ein Fünfeck.
Der Unterkiefer ist nur teilweise überliefert. Sein horizontaler Knochenkörper war schlank und mit 2,6 cm Höhe relativ niedrig. Ein Foramen mentale öffnete sich im vorderen Abschnitt, etwa unterhalb des Eckzahns oder der hinteren Schneidezähne. Die vordere Bezahnung ist weitgehend unbekannt. Im unteren Gebiss trennte ein 6,6 cm langes Diastema die vorderen von den hinteren Zähnen. Die hintere untere Zahnreihe bestand aus vier Prämolaren und drei Molaren. Das Auftreten eines ersten Prämolaren ist relativ untypisch für giraffoide Formen. Generell ähnelten die Zähne denen anderer giraffenartiger Vertreter. Wie in Prolibytherium waren sie recht hochkronig. Der letzte untere Prämolar zeigte Ähnlichkeiten zu den nachfolgenden Mahlzähnen, war also bereits molarisiert. Die Molaren zeichnete ein typisch selenodontes Kauflächenmuster aus, bei dem die Scherleisten einen mondsichelförmigen Verlauf aufwiesen. Die Größe der Zähne nahm nach hinten hin zu mit rund 2,0 cm Länge für den ersten und rund 3,2 cm Länge für den letzten Molaren. Die hintere Zahnreihe des Unterkiefers war 12,2 cm lang, die Mahlzähne nahmen davon 7,7 cm ein.
Das postcraniale Skelett umfasst bisher lediglich die fünf vorderen Halswirbel. Bemerkenswert am Atlas war der stark aufgeblähte untere Wirbelbogen, wodurch ein massiver Körper entstand, der mit der vergrößerten Schädelbasis artikulierte. Ähnliches kann zum Axis und den folgenden Halswirbeln gesagt werden, deren Wirbelkörper ebenfalls auffallend vergrößert waren. Die Höhe variierte jeweils von 3,6 bis 5,9 cm.

## Fundstelle
Das gesamte, bisher von Discokeryx bekannte Fundmaterial wurde in der nördlichen Dsungarei im nordwestchinesischen autonomen Gebiet Xinjiang entdeckt. Dort lagerte es in der Halamagai-Formation. Die nur wenige dutzend Meter mächtige Gesteinseinheit ist Teil der känozoischen Ablagerungsfolge, die an verschiedenen Flussterrassen des Ulungur aufgeschlossen ist und den Zeitraum vom Eozän bis zum Miozän abdeckt. Die fossilreichen neogenen Schichten zeichnen sich allgemein durch einen Wechsel von rötlich zu grünlich gefärbten Sedimenten aus, was klimatisch und ökologisch wechselnde Bedingungen widerspiegelt. Typisch für die Halamagai-Formation sind zyklisch auftretende grünliche fluviatile Ablagerungen, deren Körnung ins Hangende hin feiner wird. Sie liegen eingebettet in gräulichem Sandstein mit einer Konglomeratkomponente. Mehrere paläomagnetische Studien datieren den Beginn der Formationsbildung in einen Zeitraum von vor 18,6 bis 16,8 Millionen Jahren, was in das ausgehende Untere Miozän fällt. Die hier auftretende normale Polarität des Erdmagnetfeldes konnte mit dem paläomagnetischen Chron C3An.2n korreliert werden. Aus diesem Abschnitt stammen auch die Reste von Discokeryx, die mehr als 50 Fundobjekte umfassen, darunter drei Schädel nebst einzelnen Fragmenten, mehrere Unterkiefer, zahlreiche isolierte Zähne und Teile der Halswirbelsäule. Gemeinsam mit der Gattung treten unter den Huftieren verschiedene andere Angehörige der Giraffenartigen und ihrer unmittelbaren Verwandtschaft auf, des Weiteren auch Hornträger, Hirsche und Wiederkäuer ohne Stirnwaffen.

## Paläobiologie
Eine Besonderheit von Discokeryx bildet einerseits der diskusförmige Schädelaufsatz, der zuzüglich einen verdickten Schutz der Gehirnkapsel einschließt, andererseits die stabile Schädel-Halswirbel-Verbindung, welche sich außerdem auf die nachfolgenden Wirbel ausdehnt. Ähnliches, jedoch nicht in den gravierenden Ausmaßen von Discokeryx, ist von einigen heutigen Hornträgern bekannt, speziell Ziegenartigen wie dem Moschusochse oder dem Dickhornschaf. Diese führen einen Paarungswettstreit aus, der aus kräftigen Kopframmstößen besteht. Die anatomischen Übereinstimmungen machen dies auch für Discokeryx wahrscheinlich. Dies ist eine bisher unbekannte Verhaltensweise innerhalb der weiteren Verwandtschaft der Giraffenartigen. Heutige Giraffen setzen in Kämpfen ihre langen Hälse ein, eine Eigenschaft, die erst mit der deutlichen Halsverlängerung im Laufe des Pliozäns entstand.
Discokeryx und die zahlreichen anderen Angehörigen der Huftiere aus der Halamagai-Formation entstammen einem Abschnitt der Gesteinseinheit, der sich während des Mittelmiozänen Klimaoptimums gebildet hatte. Diese Phase folgte einer langanhaltenden klimatischen Austrocknung und eröffnete eine deutliche Radiation der Säugetiere, die zahlreiche neue Nischen besetzten, was die hohe Diversität der Huftiere der Halamagai-Formation erklärt. Isotopenanalysen anhand des Stickstoffes zufolge bewohnte Discokeryx offene Landschaften. Das Verhältnis der Sauerstoffisotopen wiederum verrät, dass die Tiere variable Wasserressourcen erschlossen haben, die von den anderen Huftieren nicht genutzt wurden. Möglicherweise bevorzugte Discokeryx dadurch harschere Gebiete, was auch auf einige heutige Ziegenartige zutrifft, die durch Kopframmen wettstreiten.

## Systematik
Discokeryx ist eine Gattung aus der ausgestorbenen Familie der Prolibytheriidae innerhalb der Ordnung der Paarhufer (Artiodactyla). Die Prolibytheriidae traten vor allem im Verlauf des Miozäns auf und sind weitgehend aus Eurasien und dem nördlichen Afrika bekannt. Es handelt sich um größere Vertreter der Paarhufer. Als ein vereinigendes Merkmal der Gruppe haben sich die an ihrer Basis miteinander verschmolzenen Gelenkflächen am Hinterhauptsbein erwiesen. Die Charakterform Prolibytherium trägt als auffälligstes Kennzeichen zwei Paare große Stirnwaffen, die basal miteinander verbunden sind. Andere Vertreter wie Discokeryx und Tsaidamotherium haben markante Schädelaufsätze. Die Stirnwaffen wichen von den Geweihen der Hirsche (Cervidae) ab, welche im Jahreszyklus erneuert werden. Ebenso zeigten sie Unterschiede zu den Hörnern der Gabelböcke (Antilocapridae), bei denen nur der Hornüberzug jährlich ausgetauscht wird, ebenso wie zu den Hörnern der Hornträger (Bovidae), die lebenslang beständig mit Keratin überzogen sind. Wahrscheinlich waren die Hörner wie auch die Schädelaufsätze der Prolibytheriidae mit Haut überzogen und ähnelten so den Hornzapfen der Giraffenartigen (Giraffidae). Aufgrund der Ausbildung der Stirnwaffen gehören die Prolibytheriidae eindeutig zur Gruppe der Stirnwaffenträger (Pecora), welche stammesgeschichtlich entwickelte Formen der Paarhufer wie die Giraffenartigen, Moschustiere (Moschidae), Hirsche oder Hornträger einschließen. Neben den hornzapfenartigen Stirnwaffen finden sich noch weitere anatomische Charakteristika, die die Prolibytheriidae mit den Giraffenartigen teilen. Hierzu gehören etwa die Struktur der Stirnhöhlen und die Ausprägung des Mittelohres. Aus diesen Gründen werden sie in das übergeordnete Taxon der Giraffoidea gestellt und bilden so Nahverwandte der heutigen Giraffenartigen. Innerhalb der Prolibytheriidae ist Discokeryx näher mit Tsaidamotherium verwandt, einer ebenfalls ostasiatischen Form, die ursprünglich mit den Hornträgern und hier insbesondere mit den Ziegenartigen in Verbindung gebracht wurde. Ursächlich verantwortlich hierfür war der auffällige Kopfschmuck, der an ähnliche Bildungen beim Moschusochsen denken ließ, strukturell aber dem von Discokeryx gleicht. Beide Gattungen werden in der Unterfamilie der Discokerycinae vereint.
Die Gattung Discokeryx wurde im Jahr 2022 durch ein Wissenschaftlerteam um Wang Shi-Qi wissenschaftlich erstbeschrieben. Den Autoren stand dafür das Fundmaterial aus der Halamagai-Formation im autonomen Gebiet Xinjiang im Nordwesten von China zur Verfügung. Als Holotypen wählten sie einen Hirnschädel mit den zugehörigen vorderen Halswirbeln aus (Exemplarnummer IVPP V26602). Zwei weitere Schädel dienen als Paratypen. Der Gattungsname leitet sich von den griechischen Worten δισκος (diskos) für den „Diskus“ oder die „Wurfscheibe“ und κέρας (keras) für „Horn“ ab, er bezieht sich somit auf den flachen, scheibenartigen Schädelaufsatz. Die momentan einzige anerkannte und mit der Gattung gemeinsam eingeführte Art ist D. xiezhi. Das Artepitheton beschreibt das gleichnamige Fabeltier der chinesischen Mythologie, das zu den Qilin, gehörnten Wesen, gehört. Xiezhi weist nur ein Horn auf und besitzt einen giraffenartigen Habitus. Außerdem wird er als Symbol für Gesetz und Ordnung betrachtet.